# 小島駅
小島駅（おしまえき）は、徳島県美馬市穴吹町三島にある、四国旅客鉄道（JR四国）徳島線の駅である。駅番号はB17。

## 歴史
- 1914年（大正3年）3月25日：開業[1]。
- 1970年（昭和45年）6月1日：貨物取扱廃止[1]。
- 1972年（昭和47年）10月1日：荷物扱い廃止[2]。無人駅となる[3]。
- 1987年（昭和62年）4月1日：国鉄分割民営化により四国旅客鉄道が承継[1]。
- 2020年（令和2年）12月頃：簡易委託を解除。

## 駅構造
島式ホーム1面2線を有する地上駅。阿波池田に向かって右側の、ホームから少し離れた所に瓦葺木造の駅舎が残っており、ホームとは跨線橋で結ばれている。
乗降人員は徳島線で最も少ない。以前は簡易委託駅として乗車券が販売されていた。

### のりば
| のりば | 路線    | 方向 | 行先           |
| ------ | ------- | ---- | -------------- |
| 1      | ■徳島線 | 上り | 穴吹・徳島方面 |
| 2      | ■徳島線 | 下り | 阿波池田行き   |

## 駅周辺

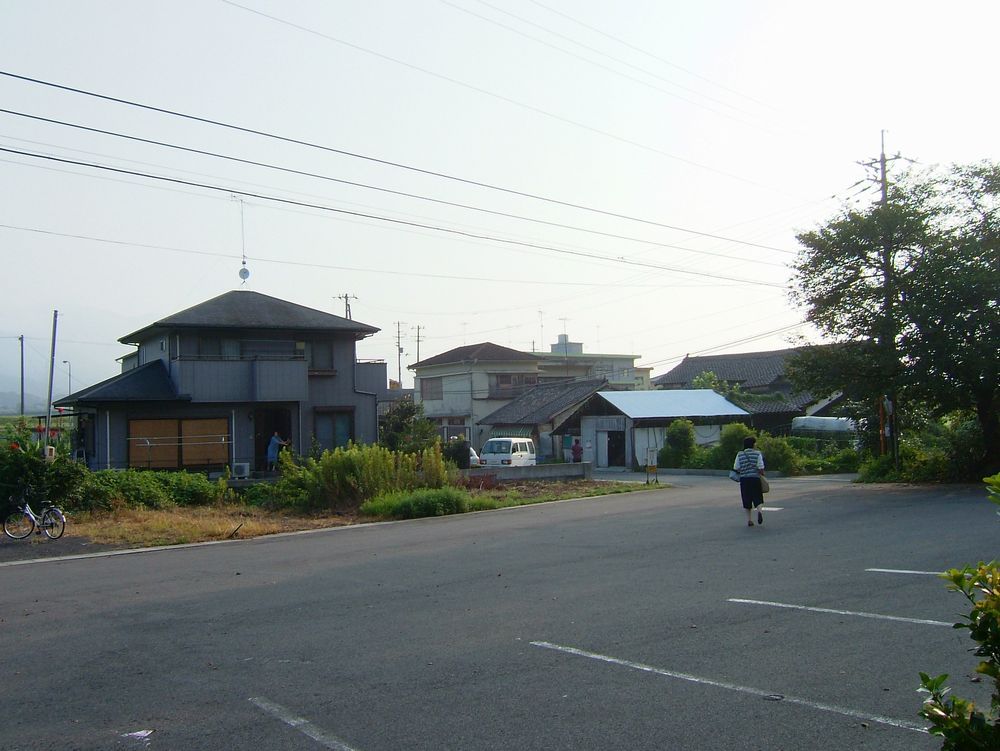
駅前風景（2006年8月）

- 徳島県道157号小島停車場線
- 国道192号
- 徳島県道106号穴吹塩江線
  - 小島橋

## 短編映画
旧国鉄時代、有人駅だった頃の当駅を、無人化に至るまで追い続けた短編映画『小島駅』（カラー8mm・約10分）が、1973年、個人の手により製作されている。
当時徳島線（旧称「徳島本線」）は、少なくとも当駅を挟む区間に於いて通票閉塞が施行されており、上下行き違い可能駅としてつくられた当駅には、閉塞取扱のため駅員が配置されていた。
しかし国鉄合理化の煽りを受けて1972年10月1日に無人化（当時は「停留所化」と呼称）されている。
本短編映画では、有人駅だった当駅に於けるタブレット授受や隣接駅との閉塞取扱、窓口に於けるきっぷ販売の様子などが映し出されているほか、現在JR線内からは姿を消している腕木式信号機の姿も映し出されている《1972年の停留所化前後に於ける信号機取替作業（腕木式→色灯式）の様子も一部収録》。
更に、徳島本線に於ける合理化計画を報じた当時の新聞記事や、国鉄四国総局による当駅利用客に向けての停留所化通知も紹介されているほか、映画冒頭のタイトルコール及び撮影者クレジット表示の直後から約1分間の部分では、当時小島地区で行われていた秋祭りの様子なども映し出されている。
現在、本短編映画は科学映像館（NPO法人・科学映像館を支える会）のWebサイト上に於いて無料公開されている。

## 隣の駅
四国旅客鉄道（JR四国）
■徳島線
■普通
穴吹駅 (B16) - 小島駅 (B17) - 貞光駅 (B18)